# Interfax

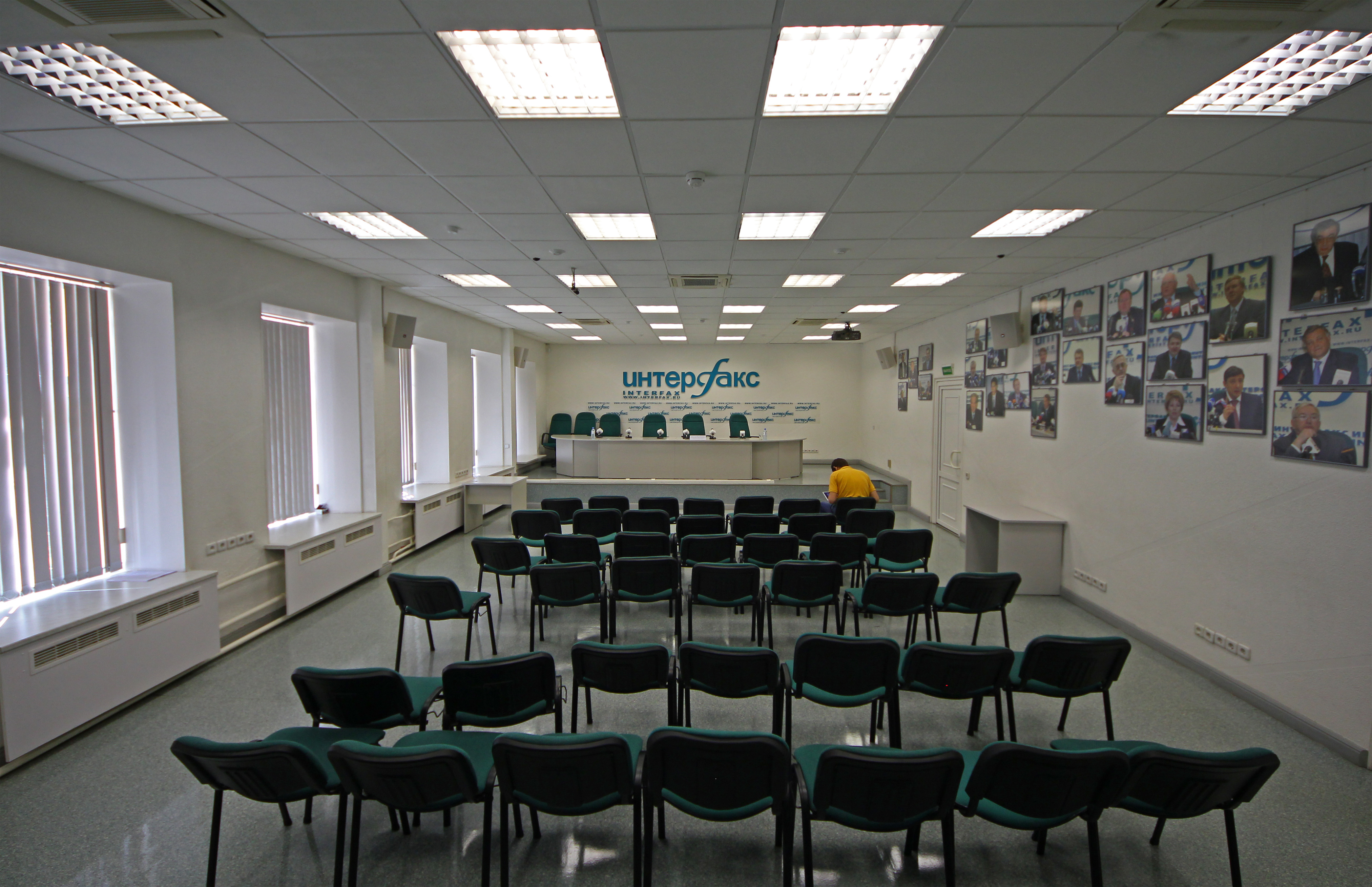
Sala de conferințe a Interfax

Interfax (în rusă Интерфакс) este o agenție de presă din Moscova, Rusia, înființată în iulie 1989. Agenția furnizează știri în limbile rusă, ucraineană, bielorusă, azeră, engleză și germană.